# Ruta Estatal de California 89
La Ruta Estatal de California 89, y abreviada SR 89 (en inglés: California State Route 89) es una carretera estatal estadounidense ubicada en el estado de California. La carretera inicia en el Sur desde la US 395     en Coleville hacia el Norte en la I 5     en Mount Shasta. La carretera tiene una longitud de 391,1 km (243 mi).

## Mantenimiento
Al igual que las autopistas interestatales, y las rutas federales y el resto de carreteras estatales, la Ruta Estatal de California 89 es administrada y mantenida por el Departamento de Transporte de California por sus siglas en inglés Caltrans.

## Cruces
La Ruta Estatal de California 89 es atravesada principalmente por la  US 50     en South Lake Tahoe
 I 80     en Truckee
 SR 70     en Blairsden
 SR 44     en Lassen Park.